# Budugumpa, Koppal
Budugumpa là một làng thuộc tehsil Koppal, huyện Koppal, bang Karnataka, Ấn Độ.